# 프레어리 오이스터

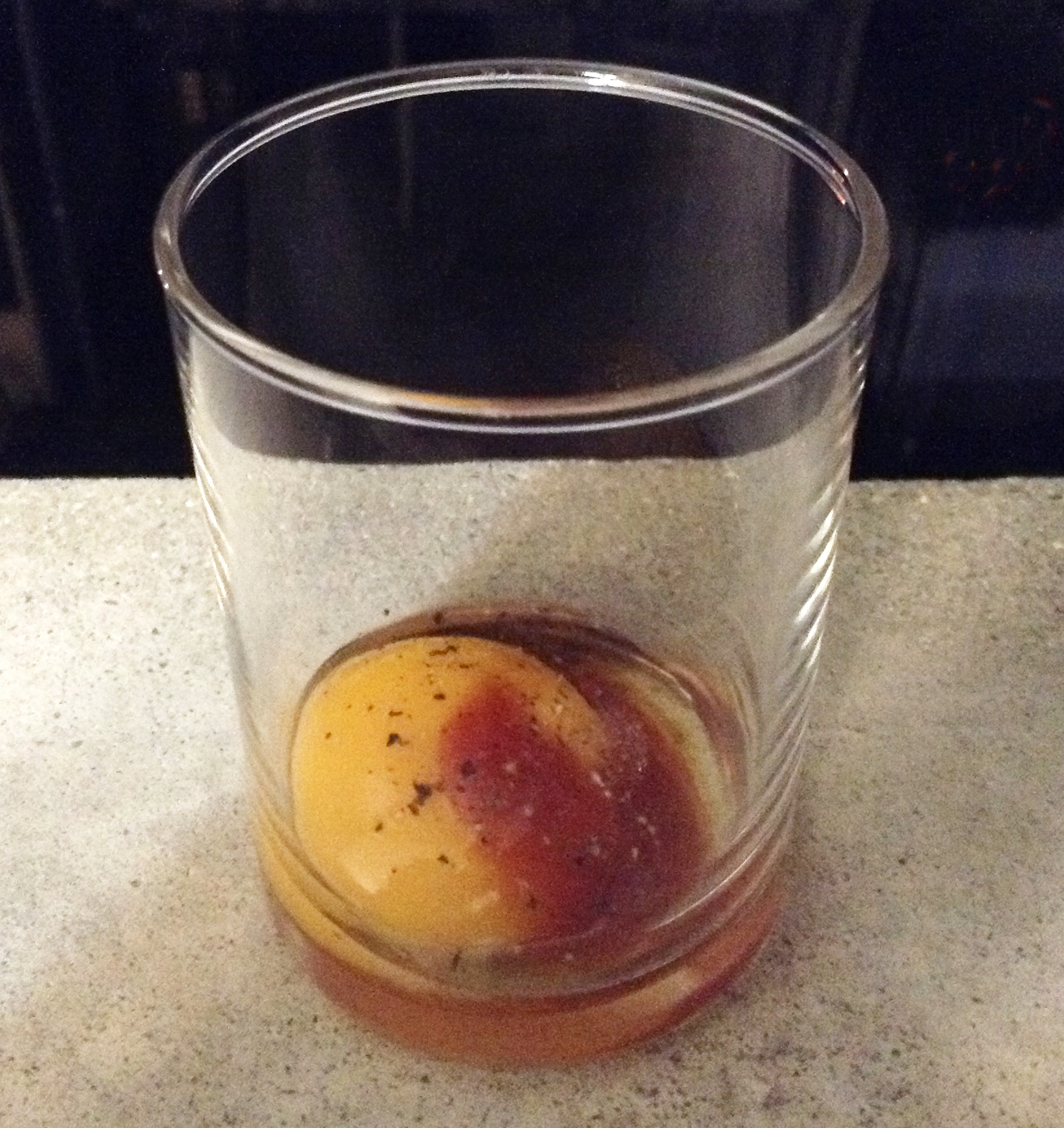
프레어리 오이스터

프레어리 오이스터(영어: prairie oyster)는 날달걀 (종종 노른자만), 우스터 소스, 식초 및 (또는) 핫 소스, 식염, 후추로 구성된 음료다.